# Marguerite LeWars
Marguerite LeWars (sinh năm 1938 tại Kingston) là cựu chủ nhân cuộc thi sắc đẹp người Jamaica, người đã đăng quang cuộc thi Hoa hậu Jamaica năm 1961. Trong thời gian đương nhiệm, bà đóng vai trò là nhiếp ảnh gia của Dr. No, Annabel Chung, trong bộ phim James Bond đầu tiên của Dr. No, vào năm 1962.

## Đầu đời
Cô được sinh ra ở Kingston, Jamaica, với tên gọi là Marguerite LeWars. Bây giờ bà ấy sử dụng họ Gordon lấy từ người chồng thứ hai của mình. Cha bà là một nhân viên thị trấn và mẹ bà là một bà nội trợ. Bà là cựu Hoa hậu Jamaica. Bà đại diện Jamaica tại Hoa hậu Hoàn vũ tại Miami.

## Nghề nghiệp
Vai diễn màn ảnh duy nhất của bà là trong Dr. No và đó là vấn đề may rủi; ê-kíp sản xuất của Dr. No gặp cô tại sân bay Kingston khi họ đang chuẩn bị quay phim. LeWars là một nhân viên ở đó vào thời điểm đó và họ quyết định sử dụng bà ấy trong phim. Bà lần đầu tiên được mời đóng vai Miss Taro nhưng bà miễn cưỡng vì chủ đề tình dục liên quan. Sau đó, bà đã được tham gia vai diễn nhỏ của Annabel Chung. Trong bài bình luận về việc phát hành Dr. No DVD, LeWars tiết lộ rằng trang điểm được áp dụng cho khuôn mặt của bà để khiến bà xuất hiện như một người châu Á. Bà cũng nói rằng giọng nói của bà trong phim được các nhà làm phim lồng tiếng mà không có kiến thức trước. LeWars được mời đến London để lồng tiếng nhưng từ chối. Bà cũng được xuất hiện trong bộ phim tài liệu Inside Dr. No với vai diễn của chính mình.
LeWars làm việc tại British West Indian Airlines và Lufthansa. Bà đã bắt đầu tại Air Jamaica. LeWars bắt đầu công ty đào tạo nguồn nhân lực của riêng mình, MK Careers, khi bà 30. Bà là một chuyên mục thường xuyên về nghi thức xã giao trên Trinidad Express. LeWars đã viết hai cuốn sách.

## Cuộc sống cá nhân
Bà sống ở Trinidad và Tobago. Người chồng thứ hai của bà là Kenneth Gordon, từng là bộ trưởng chính phủ Trinidad và là chủ tịch hiện tại của Mạng lưới Truyền thông Caribbean (CCN) và chủ tịch của Hội đồng Cricket Tây Ấn. Bà có một con trai, Gregory và một cháu gái sống ở Vancouver. Chị gái Barbara là vợ của cựu Thủ tướng Jamaica Michael Manley.

## Đóng phim
- Dr No (1962) - Annabel Chung (Nhiếp ảnh gia)

## liên kết ngoài
- Marguerite LeWars trên IMDb